# معركة دولنسكوي
معركة دولنسكوي (Битва за Долинское) وقعت على بعد 25 كم شمال غرب العاصمة الشيشانية غروزني، أول اشتباك بري رئيسي في الحرب الشيشانية الأولى.

## معركة
بدأت المعركة في 12 ديسمبر عام 1994، عندما تم قتل ستة ضباط (من بينهم اثنان برتبة عقيد) و 13 مجند من القوات الروسية المحمولة جوا في مفاجأة بواسطة هجوم قاذفة صواريخ متعددة 9K51 غراد على صف متقدم من العربات المدرعة من شعبة 106 المحمولة جوا والفرقة 56 المحمولة جوا.  الجانب الروسي رد على الفور بغارات جوية بطائرة هليكوبتر حربية و طائرات الهجوم الأرضي على مواقع الشيشان. 

## ما بعد الكارثة
بحلول 22 ديسمبر 1994، واصلت دولنسكوي الصمود في وجه النار الروسية.  وفقًا للقائد الشيشاني حسين إكشانوف، في عام 1995، اعترف الروس بخسارة ما يصل إلى 200 رجل في المعركة. 

## روابط خارجية
- الهرولة بحثًا عن غطاء بينما تطلق النار على السماء، الجارديان، 13 ديسمبر 1994